# Насі (мова)
Насі — мова, що поширена на південному заході Китаю, якою розмовляють представники народу насі, а також низка менших етнічних груп, включених урядом КНР в їх склад, таких як мосуо, малімаса та ін. Насі належить до лоло-бірманської гілки тибето-бірманських мов, формуючи в їхньому складі власну групу.

## Загальні відомості
Загальна кількість носіїв — 308 839 осіб (за переписом 2000 року). Поширена мова переважно в провінції Юньнань: в Юйлун-Насіському автономному повіті (200 тисяч осіб), менше — в повітах Вейсі, Шангрі-Ла, Нінлан, Дечен, Юншен, Хецін, Цзяньчуань, і Ланьпін. А також в повітах Яньбянь (Паньчжихуа), Яньюань і Мулі (Ляншань-Їська автономна префектура) провінції Сичуань і в повіті Маркам Тибетського автономного району .
Мова активно використовується серед всіх верств і вікових груп населення, ведеться викладання в початковій школі, видаються газети і художня література, ведуться теле- і радіопередачі.
Як друга мова використовується частиною представників народів лісу, пумі, бай, а також дуже незначною частиною тибетців.

## Писемність

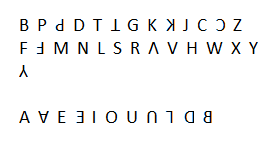
Абетка Фрейзера для мови насі

Історично у насі існувало дві писемності — піктографічна донгба і складова — геба.
Донгба включає 1400—2000 символів, 90 % яких представляли піктограми, незначна кількість знаків несло суто фонетичне навантаження. Ця писемність використовувалася жерцями для запису сакральних текстів. Залишилося декілька десятків осіб похилого віку, які володіють цією писемністю.
Геба — складова писемність, що включає символи, похідні від китайських ієрогліфів, спрощені піктограми донгба і оригінальні знаки. Символи геба не мали фіксованого прочитання, кожен жрець при записі тексту використовував ті чи інші знаки на свій розсуд.
Абетка Фрейзера — абетка, що створена місіонером Джеймсом Фрейзером для мови лісу. На початку 1930-х років цією абеткою мовою насі було видано низку християнських текстів.
Латинська абетка, заснована на піньїні, була введена китайським урядом в 1957 році і реформована в 1982, 1985 і 1999 роках. Характерною рисою є використання приголосних у кінці складу для позначення тонів, на зразок орфографії мяо, хані, чжуан і низки інших мов Китаю. Близько 75 тисяч осіб можуть читати і писати, використовуючи цей алфавіт.
| Літера | МФА  | Літера | МФА   | Літера | МФА   |
| ------ | ---- | ------ | ----- | ------ | ----- |
| b      | [p]  | g      | [k]   | z      | [ts]  |
| p      | [ph] | k      | [kh]  | c      | [tsh] |
| bb     | [mb] | gg     | [ŋ̩g]  | zz     | [ndz] |
| m      | [m]  | ng     | [ŋ̩]   | s      | [s]   |
| f      | [f]  | h      | [x]   | ss     | [z]   |
| d      | [t]  | j      | [tɕ]  | zh     | [tʂ]  |
| t      | [th] | q      | [tɕh] | ch     | [tʂh] |
| dd     | [nd] | jj     | [ndʑ] | rh     | [ndʐ] |
| n      | [n]  | ni     | [ȵ]   | sh     | [ʂ]   |
| l      | [l]  | x      | [ɕ]   | r      | [ʐ]   |

Фінали:
| Літера | МФА | Літера | МФА  | Літера | МФА  | Літера | МФА  |
| ------ | --- | ------ | ---- | ------ | ---- | ------ | ---- |
| i      | [i] | a      | [a]  | v      | [v]  | ui     | [ui] |
| u      | [u] | o      | [o]  | iai    | [iæ] | uai    | [uæ] |
| iu     | [y] | e      | [ə]  | ia     | [ia] | ua     | [ua] |
| ei     | [e] | er     | [ər] | ie     | [iə] | ue     | [uə] |
| ai     | [æ] | ee     | [ɯ]  | iei    | [ie] |        |      |

Низький висхідний тон позначається буквою f після відповідного складу, високий тон — l, низький тон — q. Середній тон на письмі не позначається .

## Синтаксис
Насі — коренева мова з розвиненою системою класифікаторів. Базовий порядок слів — SOV (підмет — додаток — присудок).